# Eryx jayakari
Eryx jayakari är en ormart som beskrevs av Boulenger 1888. Eryx jayakari ingår i släktet Eryx och familjen Boidae. IUCN kategoriserar arten globalt som livskraftig. Inga underarter finns listade i Catalogue of Life.
Arten förekommer på Arabiska halvön och i angränsande områden av Iran. Den gräver i sanddyner och i annan lätt tillgänglig mark. Honor lägger cirka fyra ägg per tillfälle.